# Афіша для балерини Анни Павлової
Афіша для балерини Анни Павлової — афіша, котру створив російський художник Валентин Сєров 1909 року для пропаганди балерини Анни Павлової в виставі «Сільфіда».

## Про Анну Павлову
Походження та ранні роки Анни Павлової (1881—1931) були приховані та утаємничені. Офіційно вона рахувалась донькою пралі, що була дружиною відставного солдата Павлова. Батько рано помер і малу доньку виховувала одна мати. Те, що мала донька простої пралі потрапила до Імператорського балетного училища, схоже на казку про Попелюшку, котра завдяки чарам потрапила до королівського палацу. Лише по смерті відомої балерини стало відомо, що Анна Павлова була позашлюбною дитиною бізнемена та банкіра Лазаря Соломоновича Полякова (1842—1914). Лазар Поляков мав сина, котрий був фактично братом позашлюбної Анни. Роками батько приховув родині стосунки з донькою, але роками підтримував її матеріально, забезпечив вчителями та вихователями. Ще в дитинстві Анну водили на вистави в Імператорський Маріїнський театр. Відвідини балетних вистав і сприяли появі у неї бажання стати балериною. Худорляву дівчинку показали викладачам і ті визнали за доцільне взяти її в балетну школу.
Її прізвище йде від прізвища відставного солдата. Про рік її народження біографи сперечаються досі. За домовленістю з братом Анна дозволила тому після власної смерті відрити її єврейське походження.

## Афіша роботи Сєрова
Сєров рано перетворився на видатного художника. Пройшовши могутню художню школу у Рєпіна, доброго малювальника, Сєров вдосконалював мистецтво малювання усе життя. Він з тих, чиї малюнки дорівнюють картинам олійними фарбами і мають окрему мистецьку вартість.
1909 року в Парижі російський імпресаріо Дягілєв Сергій Павлович реалізував постановку балету «Сільфіда». Це був початок так званих «Російських сезонів» за кордонами імперії. Замовлення на афішу до балетної вистави «Сільфіда» Дягілєв зробив Валентину Сєрову. Художник в останні роки життя вивчився працювати точно як снайпер. Роздуми привели митця до використання мінімалізму. Був узятий майже квадратний формат полотна, вкритий синью темперою, що не давала зайвого глянцю. Снайпеськими рисками Сєров відтворив фігуру балерини у повний зріст тільки білою та чорною крейдою. Детально проробленим був лише портрет легендарної балерини. Актриса не стільки позувала художнику, скільки вже існувала в театральному образі.
Переведений на папір малюнок став афішею, котра викликала в Парижі захоплення, адже тут добре зналися на мистецтві афіш, існували її палкі шанувальники і колекціонери. Про враження від афіші роботи Валентина Сєрова добре висловався російський письменник і філософ Василь Розанов — 
| (Ніякої закінченості) нічого не зроблено, а ідея танцю відтворена так досконало, як неможливо більше створити. |